# The Problems of Philosophy
The Problems of Philosophy is een boek geschreven door de Britse filosoof Bertrand Russell en werd voor het eerst gepubliceerd in 1912. Het boek heeft als doel een beknopte en toegankelijke gids te bieden voor de problemen binnen de filosofie. Russell presenteert filosofie als een reeks herhaalde, onsuccesvolle pogingen om fundamentele vragen te beantwoorden, zoals de bewijsvoering voor het bestaan van een externe wereld, causaliteit, generalisaties, en de objectieve rechtvaardiging van moraliteit. Hij stelt dat filosofie deze vragen niet definitief kan beantwoorden en dat de waarde ervan elders ligt dan in het verschaffen van bewijzen voor deze vragen.
Russell richt zich op problemen die positieve en constructieve discussies zouden uitlokken, waarbij de focus ligt op kennis in plaats van metafysica. Hij behandelt onderwerpen zoals de onzekerheid rond het bestaan van externe objecten en betoogt dat kennis van deze objecten mogelijk is door middel van waarschijnlijkheid, zelfs als de zekerheid van hun bestaan twijfelachtig is op basis van zintuiglijke data.
Het boek onderzoekt ook wiskundige waarheden en filosofie binnen de wiskunde, met name de vraag hoe zuivere wiskunde mogelijk is.
Russell introduceert zijn onderscheid tussen kennis door bekendheid en kennis door beschrijving. Bovendien legt hij de basis voor filosofisch onderzoek door lezers vertrouwd te maken met essentiële theorieën van filosofen zoals Plato, Aristoteles, René Descartes, David Hume, John Locke, Immanuel Kant, George Wilhelm Friedrich Hegel en anderen.
In de introductie licht Russell toe dat hij zich voornamelijk heeft beperkt tot problemen binnen de filosofie waar hij iets positiefs en constructiefs over kon zeggen, omdat louter negatieve kritiek niet op zijn plaats leek. Daarom neemt de theorie van kennis een prominentere plaats in dan de metafysica in dit werk, en sommige veelbesproken onderwerpen in de filosofie worden zeer beknopt behandeld, zo niet helemaal genegeerd.
Russell beschouwde het boek als zijn shilling shocker, een term die de goedkope en toegankelijke aard ervan benadrukte. Het is een van zijn meest gelezen werken geweest en wordt vaak voorgeschreven als studiemateriaal voor filosofiestudenten.